# Ratpenat frugívor de Fischer
El ratpenat frugívor de Fischer (Haplonycteris fischeri) és una espècie de ratpenat de la família dels pteropòdids. És endèmic de les Filipines. El seu hàbitat són els boscos primaris de plana i de l'estatge montà, a més d'agricoles mixtos i boscos secundaris. Es creu que no hi ha cap amenaça en particular per a la supervivència d'aquesta espècie, tot i que algunes poblacions estan amenaçades per la desforestació.